# Carl Sauer
Carl Ortwin Sauer (Warrenton, 1889 - 18 de julho de 1975) foi um geógrafo estadunidense de ascendência germânica, cuja obra se estende por uma diversidade de campos da história e das ciências sociais e da vida. É reconhecido por inspirar a emergência dos estudos de paisagem cultural na geografia, e ter participado ativamente de seu desenvolvimento por várias décadas na Universidade da Califórnia em Berkeley, cujo foco era o estudo do uso humano do meio ambiente e as transformações implicadas.